# 러시안 소설
"러시안 소설"은 2013년에 개봉한 대한민국의 영화이다.

## 캐스팅
- 강신효 : 신효 역
- 경성환 : 성환 역
- 김인수 : 중년 신효 역
- 이재혜 : 재혜 역
- 이경미 : 경미 역
- 김정석 : 정석 역
- 이빛나 : 가림 역
- 최종률 : 작은 아버지 역
- 박민정 : 지애 역
- 이유미 : 유미 역
- 길창규 : 중년 성규 역
- 양성규 : 젊은 성규 역
- 이현호 : 수영 역
- 박상아 : 라디오 아나운서 역
- 김사은 : 젊은 지현 역
- 노수경 : 수경 역
- 서정식 : 정식 역
- 최명효 : 김기진 역
- 정훈희 : 중년 지현 역 (특별출연)